# Robert Flint
Robert Flint (Dumfries, 1838 – 1910) è stato un teologo e filosofo scozzese, che ha scritto anche di sociologia.
Nacque nei pressi di Dumfries e frequentò l'Università di Glasgow. Dopo pochi anni di servizio pastorale, prima ad Aberdeen e poi a Kilconquhar (Fife), nel 1864 divenne professore di etica ed economia politica a St. Andrews.
Dal 1876 al 1903 fu professore di divinità presso l'Università di Edimburgo.
Nel 1904 venne pubblicata Philosophy as Scientia Scientiarum, in cui Flint afferma che la filosofia è la scienza delle scienze, responsabile del discernimento delle relazioni razionali e naturali tra le scienze. Flint credeva che le scienze "formano un sistema unitario, in cui ognuna di esse ha un posto appropriato...".

## Opere
- Christ's Kingdom upon Earth (1865) sermons
- Philosophy of History in France and Germany (1874)
- Theism (1877) Baird Lectures 1876/7
- Anti-Theistic Theories (1879) Baird Lectures 1876/7
- Vico (1884)
- Historical Philosophy in France (1894)
- Socialism (1894)
- Sermons and Addresses (1899)
- Agnosticism (1903)
- Philosophy as scientia scientarum (1904)